# Hessengau
L'Hessengau (pagus Hassorum) era il più grande Gau francone sulla riva destra del Reno nel Medioevo. Intorno al 900 corrispondeva grosso modo al Nordhessen (secondo la proposta del Geographentag del 1973) insieme al Wittgensteiner Land e alla metà orientale degli odierni Warburg e Staufenberg, ma senza l'area tra Edersee e Diemelsee (Ittergau) e senza le zone ad est della Werra (appartenente al Leinegau e al Germara Mark) o ad est dell'Hohe Meißner (Netra e Ringgau).

## Storia
Il Gau era diviso in
- l'Hessengau sassone (Pagus Hessi Saxonicus; tra l'Ittergau e il Weser) e
- l'Hessengau franca.

La divisione nacque quando nel VII secolo i Sassoni spinsero i Catti verso sud e colonizzarono loro stessi le terre che avevano conquistato, senza cambiare il nome. Il confine tra le due parti si trova all'incirca sulla linea Waldeck-Hann. Münden (Linea di Benrath) e quindi correva poco a nord di Kassel.
L'Hassengau era una delle terre ancestrali dei Corradinidi nel IX secolo, ma dopo la ribellione del duca Eberardo di Franconia e la sua morte nella battaglia di Andernach nel 939, fu confiscato dal re Ottone I e dato ai suoi fedeli come feudo. La parte sassone venne infine, dopo la morte del conte Dodiko, al vescovo di Paderborn nel 1020/1021. Dal 1027 la parte francone fu successivamente amministrata come feudo imperiale dalle dinastie di conti Werner e Gisonidi e infine passò per eredità nel XII secolo ai Ludovingi e quindi alla Turingia. Dopo l'estinzione dei Ludovingi nel 1247 e la successiva guerra di successione della Turingia, il Gau divenne il cuore del Langraviato d'Assia e quindi il nucleo dell'odierno stato dell'Assia.

## Conti dell'Hessengau
I conti in Hessengau furono:
Della stirpe degli Esikoni:
- Hiddi (Ildeboldo), attestato nell'813, conte dell'Hessengau sassone;
- Asig (Esiko), attestato nell'839 e nell'842, conte dell'Hessengau sassone;
- Cobbo il Giovane, attestato intorno all'890, conte dell'Hessengau sassone.

A metà dell'ultimo decennio del IX secolo, la contea dell'Hessengau sassone andò ai Corradinidi per ragioni sconosciute:
- Berengario, (860-dopo 879), nell'876 conte dell'Hessengau sassone;
- Corrado il Vecchio († 27 febbraio 906 a Fritzlar), il cui nipote, conte Lahngau superiore nell'886, nell'897 conte in Franconia e nell'Hessengau sassone, nel 903 conte a Gotzfeldgau, nel 905 conte nel Wetterau, conte in Wormsgau, dall'892 a prima del 903 margravio in Turingia, nepos dal re Arnolfo di Carinzia, sepolto nella chiesa di San Martino a Weilburg;
- Corrado il Giovane († 23 dicembre 918), figlio del precedente, nel 908 conte in Franconia e nell'Hessengau sassone, nel 910 conte in Gildegau e dux (duca di Franconia), 7/10 novembre 911, come Corrado I, re dei Franchi Orientali, dona 912 San Valpurgo a Weilburg, sepolto a Fulda ⚭ 913 Cunegonda, sorella dei conti Ercangero e Bertoldo (Ahalolfingi), vedova del margravio Luitpoldo di Baviera (Luitpoldingi), sepolto nell'abbazia di Lorsch;
- Eberardo († 23 ottobre 939 a Andernach), suo fratello, "duca di Franconia", nel 909 abate laico di San Massimino a Treviri, nel 913 conte in Franconia e dell'Hessengau sassone e Perfgau, 913 e 928 conte nel Lahngau superiore, nel 914 margravio, 936 Truchsess, nel 938 conte palatino.

Dopo la morte di Eberardo e la raccolta dei suoi beni e feudi da parte del re Ottone I, inizialmente l'Hessengau andò a:
- Liudolfo, figlio di Ottone, dell'Hessengau (comitatus Hassonum).

Della stirpe degli Esikoni:
- Elli I (Allo) († dopo il 965), conte nell'Hessengau sassone dal 942, conte nel Leinegau intorno al 950.

Di altre stirpi:
- Adalberone († 982), nel 965-966 conte palatino in Sassonia, conte nell'Hessengau sassone e nel Liesgau;
- Dodiko († 1011) conte dell'Hessengau sassone, nell'Ittergau e nel Nethegau;
- Tammo/Tankmaro († 1037), Truchsess dell'imperatore Ottone III, nipote del conte palatino Athelbero, conte ad Astfala e dal 994 nell'Hessengau.

Dopo la morte di Dodiko, il re Enrico II (1002-1024) diede una parte dei suoi beni al vescovo di Paderborn, e il resto a Tammo. Re Corrado II (1024-1039) reclamò la parte di Paderborn e la diede all'arcivescovo di Magonza. Dopo la morte di Corrado, questa zona passò di nuovo a Paderborn. Un'altra parte fu data da Corrado nel 1027 al suo uomo Guarniero/Werner I di Winterthur, che d'ora in poi amministrò il cuore della regione dell'Hessengau come conte di Maden.
I Gaugrafen della stirpe di Werner, che possedeva anche la contea di Ruchesloh nel Lahngau vicino a Marburgo, erano:
- Guarniero/Werner I di Maden, 1027–1040;
- Guarniero/Werner II di Maden, 1040–1053;
- Guarniero/Werner III di Maden, 1053–1065;
- Guarniero/Werner IV di Maden, 1065–1121.

Dopo che Guarniero/Werner IV morì senza eredi, la contea, che aveva dato in feudo all'arcidiocesi di Magonza poco prima della sua morte e ricevuta da Magonza come tale, passò a Giso IV dei conti della stirpe dei Gisoni furono:
- Giso IV, 1121;
- Giso V, 1121-1137 (reggenza di sua madre Cunegonda di Bilstein fino alla maggiore età).

Dopo la morte di Giso V, il langravio Ludovico I di Turingia ereditò la contea grazie al suo matrimonio con la sorella di Giso, Edvige di Gudensberg.
Nella parte nord-orientale dell'Hessengau Sigfrido III di Boyneburg (1050 circa-1107) dalla stirpe di Northeim dal 1083 al 1107 dal conte di Boyneburg, conte di Hessengau, Ittergau e Nethegau.